# Dana (Giordania)
Dana è un villaggio giordano posto nell'omonima riserva naturale. Tale villaggio, abitato fin dalla Preistoria, si spopolò progressivamente, fino a divenire del tutto disabitato dal XIX secolo.